# 昆士蘭立法議會
昆士蘭立法議會（英語：Legislative Assembly of Queensland）是澳洲昆士蘭州的立法機構，是全國唯一一院制議會。昆士蘭立法議會的選舉每四年舉行一次，2020年前每三年舉行一次。議會共93名議員。

## 外部連結
- 昆士蘭立法議會官方網站 （页面存档备份，存于）

1. ↑  . www.parliament.qld.gov.au.   [2025-07-04].